# Fam
Fam (ISO 639-3: fam) ist eine fast ausgestorbene nördliche bantoide Sprache. Sie ist eine Semibantu-Sprache: Eine bantoide Sprache, die nicht zur Gruppe der Bantusprachen zählt.
Fam wird von rund 1.000 Menschen im Bundesstaat Taraba in Nigeria gesprochen, etwa 17 Kilometer östlich der Stadt Kungana. Die Sprache stellt einen eigenen Zweig innerhalb der Nord-Bantoid-Sprachen dar.
Da die Sprecher des Fam zumeist Englisch, die einzige Amtssprache Nigerias seit der britischen Kolonialzeit, gebrauchen, droht Fam vom Englischen verdrängt zu werden und gilt daher als bedrohte Sprache.